# Stade municipal Antônio Dias
Le Stade municipal Antônio Dias (en portugais : Estádio Municipal Antônio Dias), également surnommé Navegantão, est un stade de football brésilien situé dans la ville de Tucuruí, dans l'État du Pará.
Le stade, doté de 8 000 places et inauguré en 1989, sert d'enceinte à domicile à l'équipe de football de l'Independente Atlético Clube,.

## Histoire
Le stade ouvre ses portes en 1989.
Le record d'affluence au stade est de 8 000 spectateurs, lors d'un match nul 0-0 entre les locaux de l'Independente Tucuruí et le Parauapebas FC le 7 septembre 1976.
En septembre 2019, le stade subit des rénovations, qui durent jusqu'en février 2020.